# 더 콜렉티브 (밴드)
더 콜렉티브(The Collective)는 오스트레일리아의 보이 밴드이다.

## 디스코그래피
- The Collective (2012)